# 张漾兮
张漾兮（1912年12月17日—1964年6月20日），原名国士，笔名漾兮、果果、陶陶、舟子、江苇、陈朴、程又文、周永礼、雷浪等，男，汉族，四川成都人，中国版画家、报刊美术编辑，曾任中国美术家协会理事。